# Петр Келлнер
Петр Келлнер (чеськ. Petr Kellner; нар. 20 травня 1964, Ческа-Липа, Чехословаччина — пом. 27 березня 2021, Аляска, США) — чеський фінансист. Засновник і головний акціонер PPF Group N. V.
У 1986 році закінчив Вищу школу економіки в Празі за спеціальністю «Економіка промисловості». Є одним із засновників групи PPF, 1991 року став головою правління і генеральним директором інвестиційної фірми PPF investiční společnost a.s. З січня 1998 по березень 2007 року обіймав посаду голови правління компанії PPF a.s. У групі PPF володіє мажоритарною частко (94,25 % акцій холдингової компанії), керує стратегічним розвитком і загальним напрямом групи.
У рейтингу журналу Forbes в 2015 році його стан оцінюється в $8,3 млрд.

## Благодійна діяльність
Петр Келнер здійснює благодійну діяльність в рамках заснованої ним PPF Group N. V., яка надає широку допомогу у сфері культури, мистецтва, середньої освіти, так і індивідуально.
Разом зі своєю дружиною Ренатою заснував Благодійний фонд родини Келлнер (The Kellner Family Foundation), який підтримує проєкти в галузі освіти і науки.
За інформацією офіційного сайту фонду основні його зусилля спрямовані на підвищення якості освіти в державних школах Чеської Республіки (проєкт «Допомагаємо школам досягти успіху», чеш. «Pomáháme školám k úspěchu»), підтримку соціально незабезпечених учнів гімназії OPEN GATE і надання грантів чеським студентам для навчання в закордонних університетах (проєкт «УНІВЕРСИТЕТИ», чеш. «Univerzity»). Також у 2010 році фонд надав 9 мільйонів крон кільком чеським містам на подолання наслідків повеней.. Виділяються кошти приватним особам та організаціям для розвитку проєктів в області освіти, культури і підтримки здоров'я.
Інформацію про свої благодійні проєкти Петр Келлнер не коментує. Виняток становить гімназія-інтернат OPEN GATE в Бабіце під Прагою, робота зі створення якої було розпочата в 2002 році. Основна ідея — допомогти тим, хто не зі своєї вини опинився в складних життєвих умовах, і у кого є воля, бажання і здатність змінити свою долю, а також соціальна адаптація дітей з багатих і бідних сімей".
Благодійні проєкти реалізує не тільки в Чехії, але і в інших країнах.